# Vilkla
Koordinaten: 58° 53′ N, 23° 37′ O
Vilkla ist ein Dorf (estnisch küla) in der Stadtgemeinde Haapsalu (bis 2017: Landgemeinde Ridala) im Kreis Lääne in Estland.
Der Ort hat 73 Einwohner (Stand 31. Dezember 2011).